# Crematogaster osakensis
Crematogaster osakensis es una especie de hormiga acróbata del género Crematogaster, categorizada en la tribu Crematogastrini, de la subfamilia Myrmicinae. Fue descrita por Forel en 1900.

## Distribución
Se distribuye por Asia: China, Japón y Corea del Norte y Sur.

## Hábitat
Habita en la selva tropical y en cultivos de caucho. Se ha encontrado a elevaciones de 685-890 m s. n. m.